# Saint-Benin-d'Azy
 Saint-Benin-d'Azy  es una población y comuna francesa, situada en la región de Borgoña, departamento de Nièvre, en el distrito de Nevers. Es el chef-lieu del cantón de Saint Benin Azy.

## Demografía
| 1114 | 1126 | 1143 | 1163 | 1243 | 1207 |
| Para los censos de 1962 a 1999 la población legal corresponde a la población sin duplicidades (Fuente: INSEE [Consultar]) |      |      |      |      |      |